# Polinomio minimo
In matematica, e più precisamente in algebra lineare, il polinomio minimo di una trasformazione lineare di uno spazio vettoriale o di una matrice quadrata è il polinomio monico di grado minore fra tutti quelli che annullano la trasformazione o matrice.
Il polinomio minimo è utile per determinare la diagonalizzabilità e la forma canonica di Jordan della trasformazione o matrice.

## Definizione

### Matrici quadrate
Data una matrice quadrata {\displaystyle A} a valori in un certo campo {\displaystyle \Bbbk }, si considera l'insieme:
{\displaystyle {\mathcal {I}}_{A}=\{p(x)\in {\mathbb {k}}[x]\ |\ p(A)=0\}}
di tutti i polinomi che si annullano in {\displaystyle A}. Questo insieme risulta essere un ideale (detto ideale dei polinomi) nell'anello {\displaystyle \Bbbk [x]} di tutti i polinomi con coefficienti in {\displaystyle \Bbbk }.
L'anello {\displaystyle \Bbbk [x]} è un anello euclideo (è infatti possibile fare una divisione fra polinomi con resto) di conseguenza, è un anello ad ideali principali e quindi ogni ideale è generato da un unico elemento. In particolare:
{\displaystyle {\mathcal {I}}_{A}=(m(x))}
è generato da un elemento {\displaystyle m(x)}. Tale elemento è unico a meno di moltiplicazione per una costante non nulla ed è quindi unico se lo si suppone monico (cioè con coefficiente 1 nel termine {\displaystyle x^{n}} con {\displaystyle n=\deg(m(x))}). Si definisce quindi il polinomio minimo di {\displaystyle A} come il polinomio {\displaystyle m(x)}.

### Endomorfismi
Dato un endomorfismo:
{\displaystyle T:V\to V}
di uno spazio vettoriale {\displaystyle V} su {\displaystyle \Bbbk } di dimensione finita, il polinomio minimo {\displaystyle m(x)} di {\displaystyle T} è definito in modo analogo come il generatore monico dell'ideale:
{\displaystyle {\mathcal {I}}_{f}=\{p(x)\in \Bbbk [x]\ |\ p(T)=0\}}
formato da tutti i polinomi che annullano {\displaystyle T}. L'endomorfismo {\displaystyle p(T)} è costruito interpretando la moltiplicazione come composizione di endomorfismi.

## Proprietà
Le proprietà qui elencate per le matrici quadrate valgono anche per gli endomorfismi, infatti, dato uno spazio vettoriale {\displaystyle V} definito su un campo {\displaystyle \Bbbk } e di dimensione {\displaystyle n}, vi è l'isomorfismo canonico {\displaystyle (\operatorname {End} (V),\circ )\cong (M_{n}(\Bbbk ),\cdot )}, dove {\displaystyle M_{n}(\Bbbk )} è l'insieme delle matrici di ordine {\displaystyle n} e aventi come entrate elementi del campo {\displaystyle \Bbbk }.

### Polinomio caratteristico
Per il teorema di Hamilton-Cayley, se {\displaystyle p} è il polinomio caratteristico di una matrice {\displaystyle A} allora {\displaystyle p(A)=0}. Quindi {\displaystyle p} è un elemento dell'ideale {\displaystyle {\mathcal {I}}_{A}}, e perciò il polinomio minimo è un divisore del polinomio caratteristico.
Più precisamente, se il polinomio caratteristico {\displaystyle p(x)} si decompone in fattori primi come:
{\displaystyle p=p_{1}^{i_{1}}\cdots p_{k}^{i_{k}}}
allora il polinomio minimo si decompone in fattori primi come:
{\displaystyle p=p_{1}^{l_{1}}\cdots p_{k}^{l_{k}}}
dove:
{\displaystyle 1\leqslant l_{j}\leqslant i_{j}\ \forall j=1,\ldots ,k}
In particolare, i polinomi minimo e caratteristico hanno gli stessi fattori primi.

### Triangolarizzabilità
Una matrice è triangolarizzabile se e solo se il suo polinomio minimo ha tutte le radici nel campo {\displaystyle \Bbbk }.

### Diagonalizzabilità
In base al teorema di diagonalizzabilità, si sa che una matrice è diagonalizzabile se e solo se ha tutti gli autovalori nel campo {\displaystyle \Bbbk } e la molteplicità algebrica di ogni autovalore è uguale alla sua molteplicità geometrica. Ne consegue che una matrice è diagonalizzabile se e solo se il suo  polinomio minimo ha tutte radici nel campo {\displaystyle \Bbbk } di molteplicità uguale a {\displaystyle 1}.

## Esempi

### Grado uno
Il polinomio minimo di una matrice {\displaystyle \lambda I} ottenuta moltiplicando uno scalare {\displaystyle \lambda \neq 0} per la matrice identità {\displaystyle I} è pari a:
{\displaystyle m(x)=x-\lambda }
D'altra parte, se {\displaystyle m} è di grado uno, la matrice è necessariamente del tipo {\displaystyle \lambda I}.

### Diagonale
Il polinomio minimo della matrice diagonale:
{\displaystyle J={\begin{pmatrix}1&0&0&0\\0&1&0&0\\0&0&2&0\\0&0&0&3\end{pmatrix}}}
è
{\displaystyle m(x)=(x-1)(x-2)(x-3)}
mentre il polinomio caratteristico è:
{\displaystyle p(x)=(x-1)^{2}(x-2)(x-3)}

### Blocco di Jordan
Dato un blocco di Jordan di ordine {\displaystyle n} relativo all'autovalore {\displaystyle \lambda }:
{\displaystyle J={\begin{pmatrix}\lambda &1&\cdots &0\\0&\lambda &\ddots &\vdots \\\vdots &\vdots &\ddots &1\\0&0&\cdots &\lambda \end{pmatrix}}}
Il suo polinomio minimo è:
{\displaystyle m(x)=(x-\lambda )^{n}}

## Applicazioni

### Diagonalizzabilità
Il polinomio minimo è uno strumento potente per determinare la diagonalizzabilità di un endomorfismo.

#### Proiezioni
Una proiezione, nella sua accezione più generale, è un endomorfismo {\displaystyle T} tale che:
{\displaystyle T\circ T=T}
Una proiezione è sempre diagonalizzabile. Infatti, prendendo:
{\displaystyle p(x)=x^{2}-x=x(x-1)}
vale {\displaystyle p(T)=0}. Ne segue che {\displaystyle p} appartiene all'ideale {\displaystyle {\mathcal {I}}_{f}}, ed è quindi diviso dal polinomio minimo {\displaystyle m} di {\displaystyle T}. Poiché {\displaystyle p} ha due radici {\displaystyle 0} e {\displaystyle 1} di molteplicità {\displaystyle 1}, anche {\displaystyle m} ha radici di molteplicità {\displaystyle 1}, e quindi {\displaystyle T} è diagonalizzabile.

### Involuzioni
Una involuzione è un endomorfismo {\displaystyle T} tale che:
{\displaystyle T^{2}=\operatorname {id} }
Analogamente, {\displaystyle T} è radice del polinomio {\displaystyle x^{2}-1=(x+1)(x-1)} che ha due radici, che sono distinte se la caratteristica del campo è diversa da {\displaystyle 2}. Quindi {\displaystyle T} è diagonalizzabile.